# Keferloher

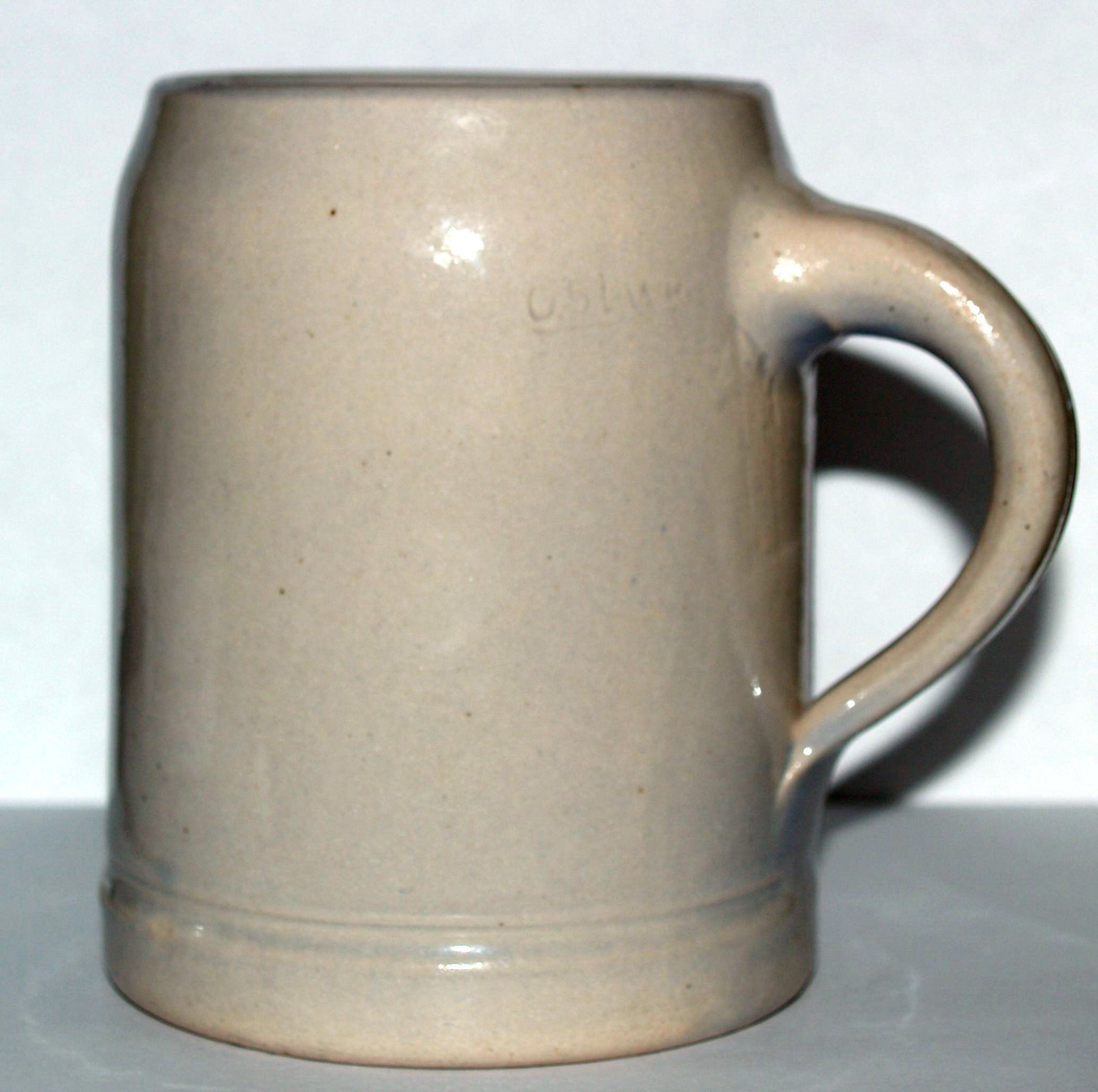
Moderner Halbliter-Keferloher

Der Keferloher ist ein tonnenförmiger (nicht bauchiger), grauer, salzglasierter Steinzeug-Bierkrug, der sich dank seiner Eigenschaften besonders für den Biergenuss eignet. Durch die isolierende Wirkung der Keramik bleibt das Bier länger kühl, und aufgrund der besonderen Oberflächenstruktur, die man durch Zugabe von Salz während des Brennvorgangs erzeugt, bleibt auch die Kohlensäure länger im Getränk und das Bier damit länger frisch.

## Geschichte
Der Begriff des Keferlohers geht zurück auf den Ort Keferloh, heute ein Ortsteil von Grasbrunn, wo seit 1325 nachweisbar ein jährlicher Markt abgehalten wird, der als Keferloher Montag bekannt ist. Der Markt wurde um 1800 von Autoren, Malern und Berichterstattern als urtümlich entdeckt und in zahllosen Schriftquellen und zeitgenössischen Abbildungen dargestellt. Er war die größte Menschenansammlung im Königreich Bayern, bis ihn das Oktoberfest um die Mitte des 19. Jahrhunderts übertraf.

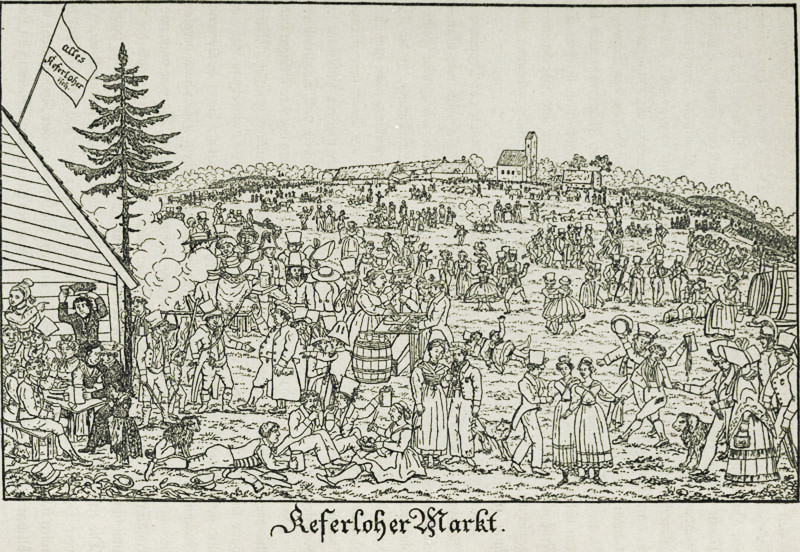
Keferloher Markt mit Biertrinkern aus geraden Krügen, Mitte des 19. Jahrhunderts

### Der historische Krug aus Keferloh
Die Quellen aus der ersten Hälfte des 19. Jahrhunderts stellen für den Keferloher Markt einhellig einen deckellosen, geraden Bierkrug dar, der für den Konsum eines Trinkers ausgelegt ist.
Bemerkenswert ist auch, dass in den zeitgenössischen Berichten regelmäßig davon die Rede ist, dass es auf dem Keferloher Markt besonders häufig zu Schlägereien kommt, bei denen der Bierkrug als „Hieb- und Wurfwaffe“ eingesetzt würde. Im Gegensatz zu vielfältigen Archivbelegen aus anderen Gerichtsbezirken Bayerns gibt es aber keinen einzigen belegten Fall, bei dem in Keferloh und Umgebung (Landgericht Ebersberg) ein Bierkrug zu einer tödlichen Verletzung geführt hat. Todesfälle bei Schlägereien auf dem Keferloher Markt kamen nur in Form von Messerstechereien vor.
Daraus lässt sich ein historischer Bierkrug rekonstruieren, der eine gerade Wand aufwies, ohne Deckel gefertigt wurde und dessen Material wesentlich leichter brach als die üblichen Krüge seiner Zeit. Ein solcher Krug war aber in keiner Steinzeug-Sammlung erhalten. Und er stand im Gegensatz zu den als Artefakten erhaltenen und in der zeitgenössischen und späteren Fachliteratur vielfach beschriebenen Krügen. Denn am Anfang des 19. Jahrhunderts, zwischen 1809 und 1811, führte die Verwaltung des Königreichs Bayern ein einheitliches Hohlmaß für Bier ein, die Münchner Maßkanne, auch Mass genannt, mit einem definierten Inhalt von 1069 ml. Es ersetzte die über 95 früheren Hohlmaße der verschiedensten Regionen Bayerns, einschließlich der erst jüngst zu Bayern gekommenen Gebiete. Diese Normierung fiel zusammen mit zwei weiteren, etwa gleichzeitigen Veränderungen. Zum einen siedelte Bayern im ersten Drittel des 19. Jahrhunderts gezielt Steinzeug-Hersteller aus dem Westerwald in verschiedenen landwirtschaftlich geprägten Regionen Bayerns mit geeigneten Tonvorkommen an und zum anderen wechselten die Trinksitten in Wirtshäusern vom gemeinsamen Trinken aus einem großen Krug pro Tisch zu individuellen Trinkgefäßen mit geringerem Volumen, nach 1811 eben dem bayerischen Maß zu 1069 ml. Mit der Verbreitung der Eisenbahn wurden Steinzeug-Bierkrüge auch im großen Stil direkt aus dem Westerwald nach Bayern importiert. Diese Krüge waren aus gesintertem Steinzeug, von grauer Farbe und wiesen am oberen Rand nahezu immer eine eingezogene Lippe auf. Sie hatten immer einen Zinndeckel.
Eine archäologische Grabung in Keferloh in April, Juli und August 2000 ergab erstmals Funde des gesuchten Kruges. Rund 1900 Bruchstücke aus Irdengut gehörten zu einem massenhaft und billig produzierten Bierkrug mit durchschnittlich 19 cm Höhe bei 10,7 cm Boden- und 8,9 cm oberen Durchmesser und einem Volumen von 1100 ml. Er war geradwandig mit vereinzelten äußeren Dellen und inneren Spuren von der Herstellung, einem einfachen Henkel ohne Montageloch für einen Deckel. Da Irdengut nicht wasserdicht ist, waren die Krüge mit einer Bleiglasur überzogen und zwar auf der Innenseite und über den Rand nach außen bis etwa zum Henkelansatz. Der Rest des Kruges konnte Wasser aufnehmen, was zum Kühlen des Inhalts genutzt wurde. Wenn der Krug zum Spülen in Wasser getaucht wurde, nahm er Flüssigkeit auf, die anschließend beim Verdunsten den Krug kühlte. Das Material war nach dem Brennen bei einer wohl niedrigen Temperatur von etwa 700 °C ein heller rot-oranger Ton, die Glasuren schwankten zwischen Rot-, Grün-, Gelb- und Brauntönen. In Keferloh selbst gibt es keine Tonvorkommen, in der direkten Umgebung sind aber um 1900 fünf Hafner, im weiteren Umkreis eine Vielzahl auch großer Töpfereibetriebe nachgewiesen. Die Bezeichnung Keferloher für diesen Krug in Keferloh ist jedoch nirgendwo belegt. Sie mag aufgrund der großen Bedeutung des Marktes, auch für frühe Formen des Tourismus, regional vorgekommen sein, lässt sich aber nicht nachweisen.

### Der Keferloher
Mit der Reichseinigung 1871 ging die Zuständigkeit für Maße und Gewichte auf das Reich über. Auch in Bayern wurde so zwangsläufig der in Preußen bereits verbreitete Liter mit 1000 ml eingeführt. Zugleich war das Gastgewerbe durch immer größere Betriebe geprägt. Die Bierhallen und Biergärten hatten mit dem Bevölkerungswachstum in mittleren und größeren Städten einen Aufschwung genommen. Für diese Betriebe waren Deckelkrüge wegen des höheren Anschaffungs- und Unterhaltspreises und dem größeren Aufwand beim Spülen nicht mehr attraktiv.
Nachgewiesen ist, dass Georg Pschorr oder sein Umfeld Ende der 1870er Jahre den in seinen Betrieben eingeführten, deckellosen Steinzeug-Krug mit 1 l Inhalt als Keferloher bezeichneten. Dies gilt als „geniale Idee“, da auf diese Weise der ungeliebte, mit Preußen identifizierte, kleinere aber zum selben Preis angebotene Krug mit dem traditionellen, allseits bekannten und volkstümlichen Keferloher Fest verbunden wurde. In der Großgastronomie, auf dem Oktoberfest, in Biergärten und -kellern sowie auf Volksfesten und an ähnlichen Orten setzte sich der Begriff Keferloher innerhalb weniger Jahre durch. Diese Krüge hatten zumeist einen Aufdruck oder ein gestempeltes Motiv der Brauerei. Die erste große Bierhalle auf dem Oktoberfest wurde 1896 durch die Familie Schottenhamel mit 400 Keferlohern und 50 Krügen mit Deckeln für besondere Gäste ausgestattet.

## Der heutige Keferloher
Der Krug aus Steingut wird in zwei Varianten angeboten, zum einen in der häufigeren deckellosen Variante, zum anderen in der mit einem (meist flachen) Zinndeckel.
Im ausgehenden 19. Jahrhundert wurden die tönernen Trinkgefäße von Brauereien zu Werbezwecken entdeckt. Die Brauer schenkten ihr Bier fortan bei Festen oder in eigenen Gasthäusern in Krügen aus, die die Herkunft des Bieres preisgaben. Erst ritzten die Brauereien den Namenszug relativ primitiv mit Nägeln oder spitzen Gegenständen vor dem Brennen in den Ton, spätere Krüge sind schon wesentlich aufwendiger gestaltet, modelliert oder kunstvoll bedruckt. Auch heute noch lassen Brauereien eigene tönerne Bierkrüge herstellen. Vor allem alte, teils auch die heutigen Krüge, sind unter Sammlern begehrt und werden teuer gehandelt. Von den begehrten seltenen alten Krügen gibt es zwischenzeitlich nachgemachte Stücke.

### Brauereikrüge
Art und Weise der Beschriftung:

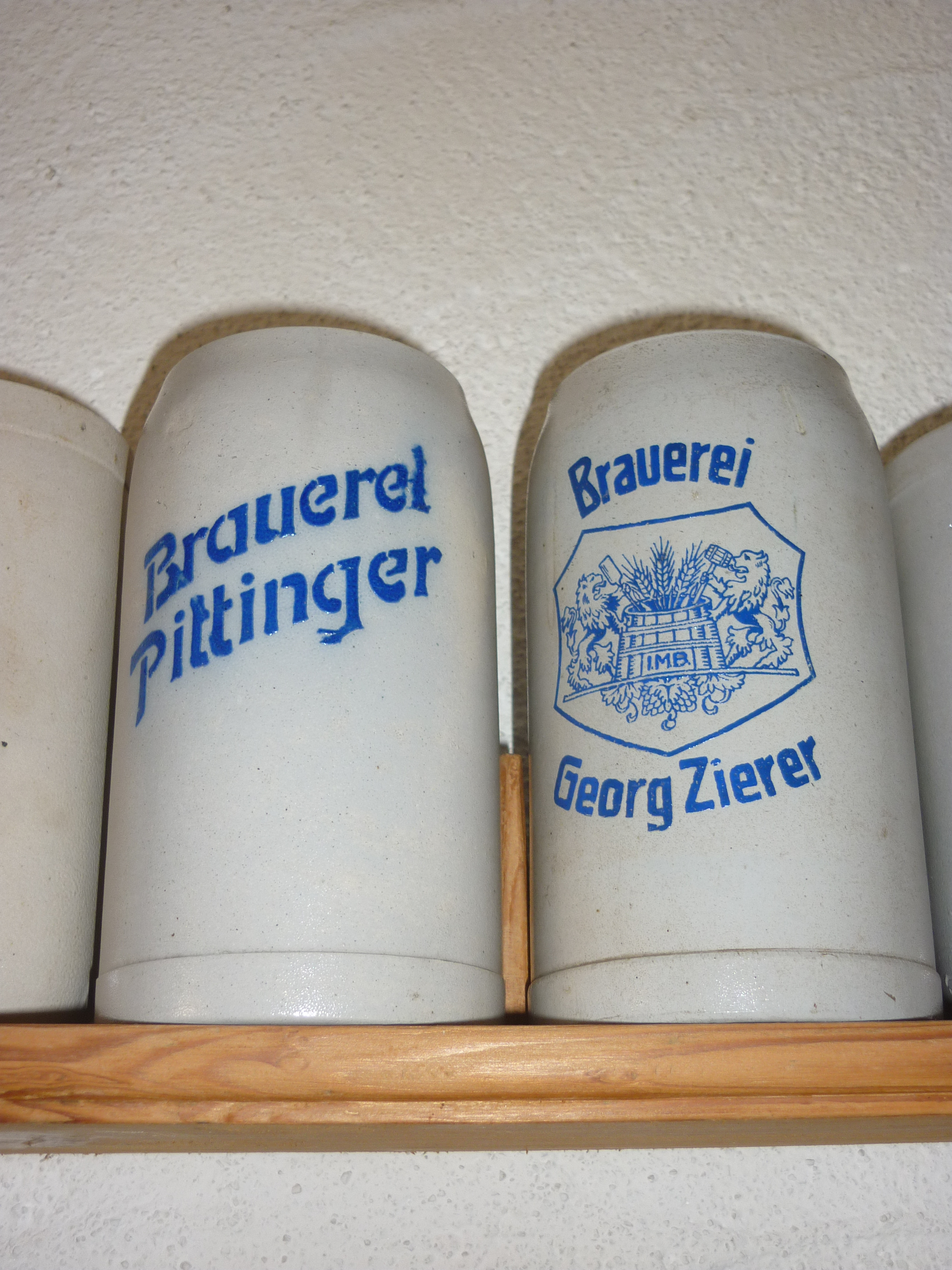
Alte „Keferloher“ Maßkrüge aus Wörth an der Donau – links: Schrift aufgelegt, rechts: Schrift bedruckt

- Geritzt: sie sind mit die ältesten; die Schrift ist in den Ton eingeritzt
- Plastisch: sie sind dreidimensional modelliert und bearbeitet
- Schablonen-geritzte Krüge
- Gemeißelt: sehr selten
- Farbig: teilweise kunstvoll bemalte Krüge
- Aufgelegt: die Buchstaben sind auf den Ton gelegt und anschließend eingebrannt
- Bedruckt: die ersten Krüge dieser Art tauchen ab etwa 1910 auf

Die zeitlichen Übergänge sind fließend, vor 1920 waren die Krüge handgedreht, danach teils maschinell gefertigt. Bis zum Entstehungsjahr 1955, als neue Eichzeichen eingeführt wurden, gelten Krüge als historisch. Die historischen Krüge haben als Eichzeichen ein kleines oder großes „L“, einen Zentimeter unterhalb des Krugrandes angebracht. Heute ist ein Eichzeichen vier Zentimeter unter Krugoberrand vorgeschrieben. In alten Krügen darf kein Bier/Getränk kostenpflichtig ausgeschenkt werden.

## Oktoberfest

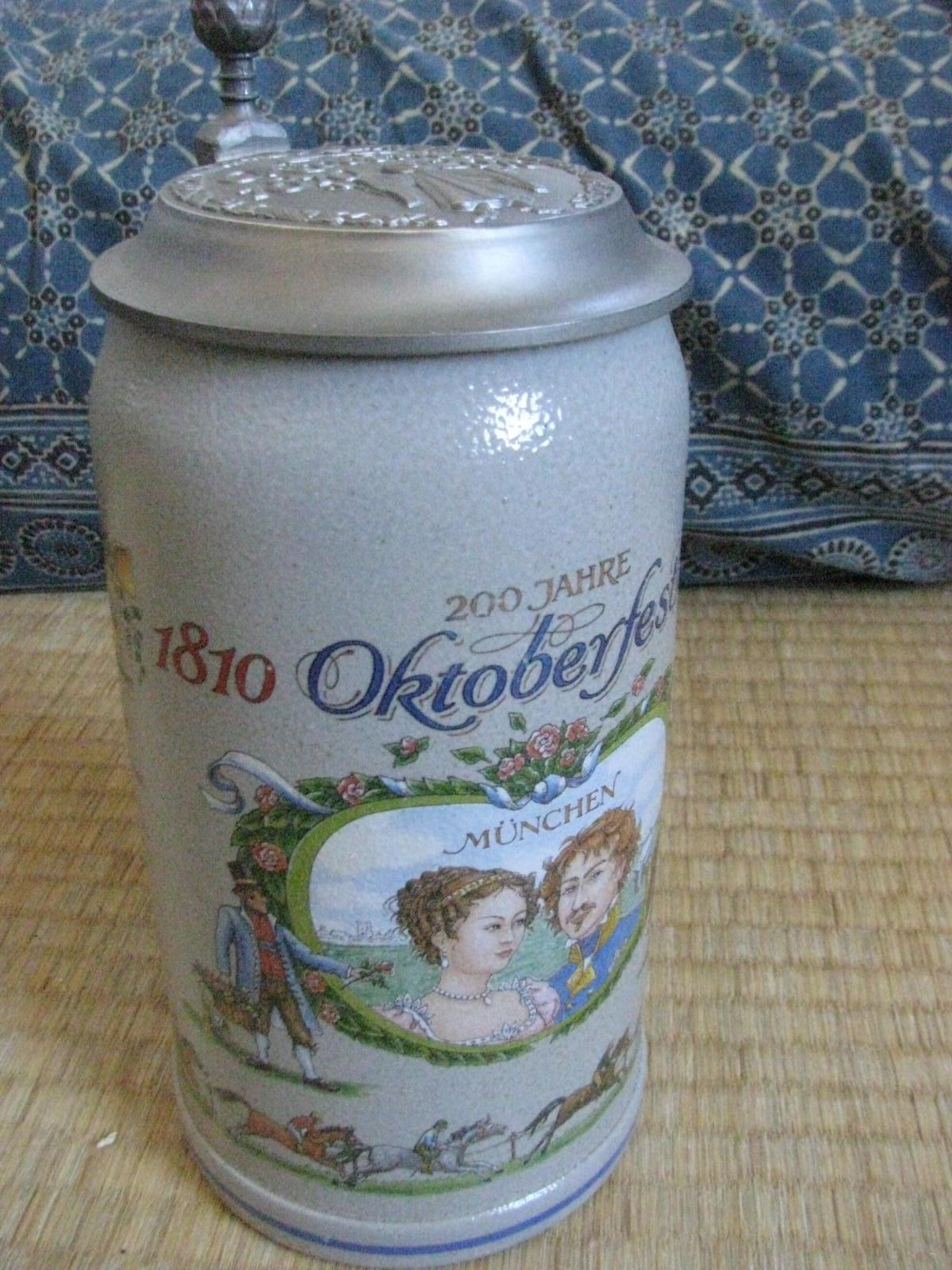
Oktoberfestkrug

Bis man auf dem Oktoberfest ab dem Jahr 1892 die Tonkrüge aus hygienischen Gründen schrittweise durch Glaskrüge ersetzte, wurden jährlich Millionen Keferloher aus Ton für das Münchner Spektakel produziert. Die Glaskrüge haben daneben auch den Vorteil, dass man genau sieht, ob tatsächlich die vorgeschriebene Menge eingeschenkt wird.
Seit 1978 werden für das Oktoberfest wieder Keferloher, allerdings nun als Souvenirartikel mit dem jährlich wechselnden Oktoberfest-Plakatmotiv, in Handarbeit hergestellt. Anlässlich des 200. Jubiläums des Oktoberfestes im Jahr 2010 wurde das eigens eingebraute dunkle Jubiläumsbier auf der „Historischen Wiesn“ in eigens hergestellten Halbliter- und Liter-Keferlohern ausgeschenkt.